# Pete Buttigieg
Peter Paul Montgomery Buttigieg (South Bend, 19 de janeiro de 1982) é um político americano e ex-prefeito de South Bend, Indiana, que serviu como Secretário do Departamento de Transportes dos Estados Unidos no Governo Biden de 2021 a 2025. Ele também tinha servido como Reserva da Marinha dos Estados Unidos. Buttigieg trabalhou como consultor da McKinsey & Company, uma empresa de consultoria empresarial, de 2007 até 2010. Graduou-se na Universidade Harvard, além de ser bolsista da Bolsa Rhodes e veterano da Guerra do Afeganistão.
Buttigieg pleiteou o cargo de candidato do Partido Democrata na eleição presidencial nos Estados Unidos em 2020. Ele foi o primeiro candidato democrata publicamente gay a entrar na disputa pelo cargo. Se eleito, teria sido o primeiro presidente americano publicamente homossexual, além do mais jovem já registrado. Contudo, em 1 de março de 2020, após uma má performance nas primárias na Carolina do Sul, Pete deixou a corrida pela candidatura Democrata.
Em dezembro de 2020, o Presidente Biden nomeou Buttigieg para o cargo de Secretário dos Transportes. Sua nomeação foi confirmada pelo Senado a 2 de fevereiro de 2021, tornando-o o mais jovem e o primeiro secretário de gabinete abertamente gay da história americana.

## Início de vida e educação
Buttigieg nasceu em South Bend, Indiana, filho de Jennifer Anne (Montgomery) e Joseph Buttigieg, ambos professores da Universidade de Notre Dame. Seu pai era um imigrante de Malta, e sua mãe vem de uma longa linhagem de indianenses.
Buttigieg completou seu ensino básico na St. Joseph High School em 2001, onde ele era presidente e orador da sua turma de veteranos. No seu ano final de ensino médio, ele foi homenageado por um ensaio para o "JFK Profiles in Courage Essay Contest"; ele viajou para Boston, onde conheceu Caroline Bouvier Kennedy e outros membros da família do Presidente Kennedy durante uma cerimônia na Biblioteca John F. Kennedy. Buttigieg escreveu sobre a integridade e coragem política demonstrada pelo congressista americano Bernie Sanders, de Vermont, um dos dois únicos membros independentes do Congresso dos Estados Unidos. Ele também foi selecionado como um dos dois representantes da Indiana para o Programa Juvenil do Senado Americano.
Buttigieg estudou na universidade de artes liberais de Harvard, onde ele foi presidente do comitê de assessoria estudantil do Instituto de Política da Harvard e trabalhou no estudo anual do instituto sobre a atitude dos jovens na política. Buttigieg também foi membro da Phi Beta Kappa.
Buttigieg se graduou com honras na Harvard em 2004, recebendo seu diploma de Bacharelado em artes no âmbito de história e literatura. Ele escreveu uma tese sobre a influência do puritanismo na política externa americana, como retratado no romance O Americano Tranquilo, de Graham Greene. Ele recebeu um diploma com honraria de primeiro grau em filosofia, política e economia em 2007 na Pembroke College, Oxford, onde ele foi bolsista da Bolsa Rhodes.

## Início de carreira
Antes de se formar na universidade, Buttigieg trabalhou como estagiário de investigação na WMAQ-TV, a afiliada da NBC em Chicago. Ele também trabalhou como estagiário na campanha de Jill Long Thompson para o congresso, em 2002. Posteriormente ele trabalhou como conselheiro de Thompson durante sua campanha para governadora, em 2008.
De 2004 até 2005, Buttigieg trabalhou em Washington, D.C. como diretor de conferência da empresa de consultoria de estratégia internacional The Cohen Group, cujo proprietário é William Cohen, ex-Secretário de Defesa dos Estados Unidos. Depois de se formar na Oxford, ele trabalhou como consultor na McKinsey & Company de 2007 até 2010.
Em 2010, ele concorreu ao cargo de tesoureiro do estado de Indiana pelo Partido Republicano. Buttigieg perdeu para o incumbente republicano, Richard Mourdock, acumulando um total de 37,5% dos votos.

## Serviço militar
Buttigieg foi comissionado como oficial de inteligência naval na Reserva da Marinha em 2009, e foi mandado ao Afeganistão em 2014. Depois de uma permanência de sete meses, Buttigieg retornou a South Bend. Ele permanece sendo tenente da Reserva Naval.

## Prefeito de South Bend

### Primeiro mandato

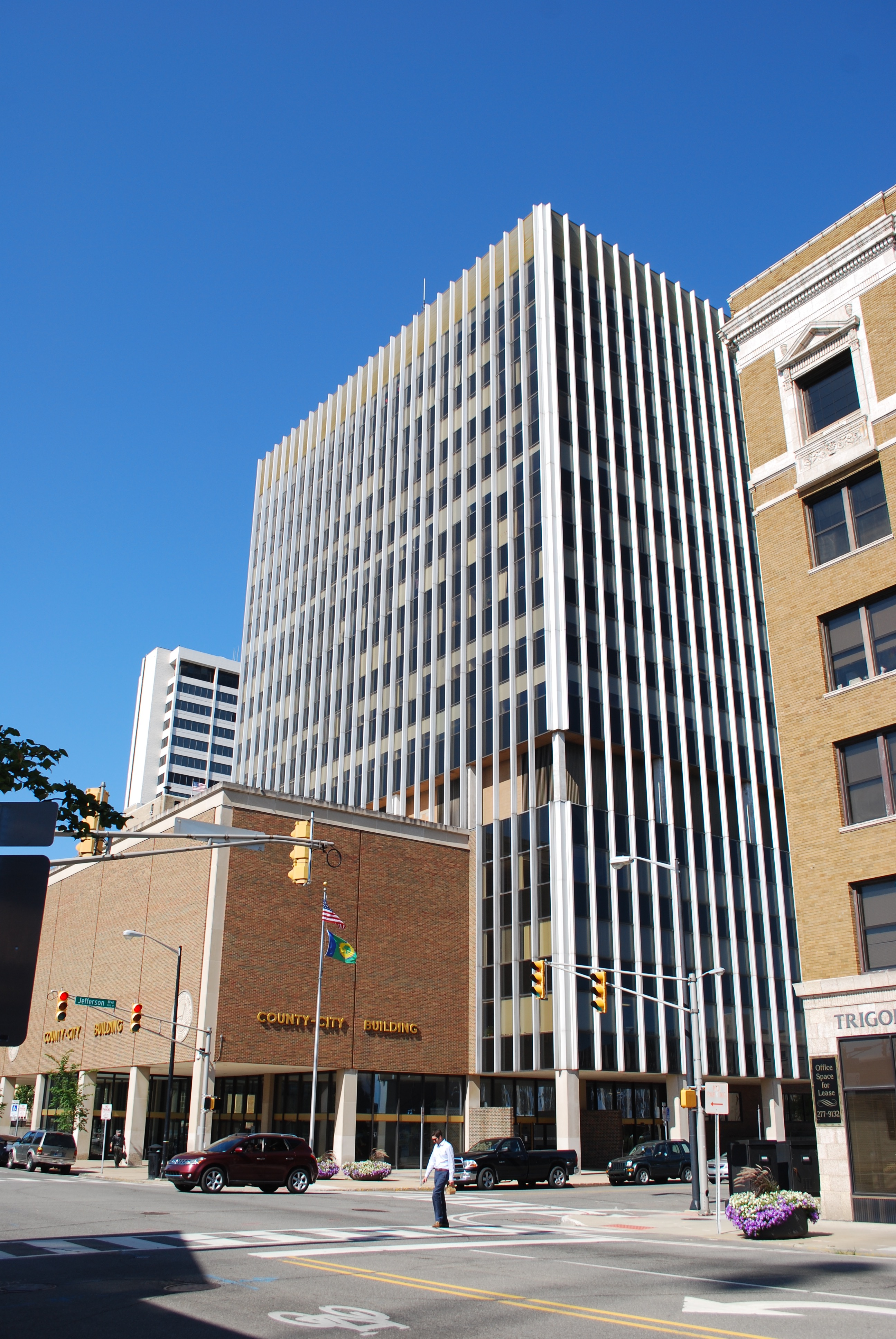
Prédio administrativo da cidade e do condado de South Bend, onde estava localizado o gabinete do prefeito

Buttigieg foi eleito prefeito de South Bend em novembro de 2011, com 74% dos votos, e assumiu o cargo com 29 anos em janeiro de 2012, sendo o mais jovem prefeito de uma cidade americana com pelo menos 100 mil moradores.
Em 2012, Buttigieg rebaixou o chefe de polícia de South Bend, Darryl Boykins, depois de uma investigação federal descobriu que o departamento de polícia havia gravado chamadas telefônicas ilegalmente. Buttigieg também demitiu o chefe de comunicações do departamento de polícia, que tinha "desencorajado as gravações, mas continuado a gravar a linha sob as ordens de Boykins." O chefe de comunicações da polícia alegou que as gravações capturaram registram quatro policiais veteranos proferindo expressões racistas e discutindo atos ilegais. Buttigieg escolheu fazer resolver o processo de Boykins, o diretor de comunicações e os quatro policiais, fora dos tribunais. Em 2015, um juiz federal determinou que as gravações de Boykins violavam o Ato de Grampeamento Federal. Buttigieg se viu sobre pressão dos seus oponentes políticos para lançar os áudios, mas decidiu não fazer isso, argumentando seguir o Ato de Grampeamento, ao mesmo tempo em que clamou pela erradicação do preconceito racial na força policial.
Buttigieg contratou Ron Teachman, anteriormente chefe da polícia de New Bedford, Massachusetts, como o novo chefe da polícia de South Bend. Teachman supervisionou a introdução da tecnologia ShotSpotter na cidade, assim como um novo projeto antigangues.

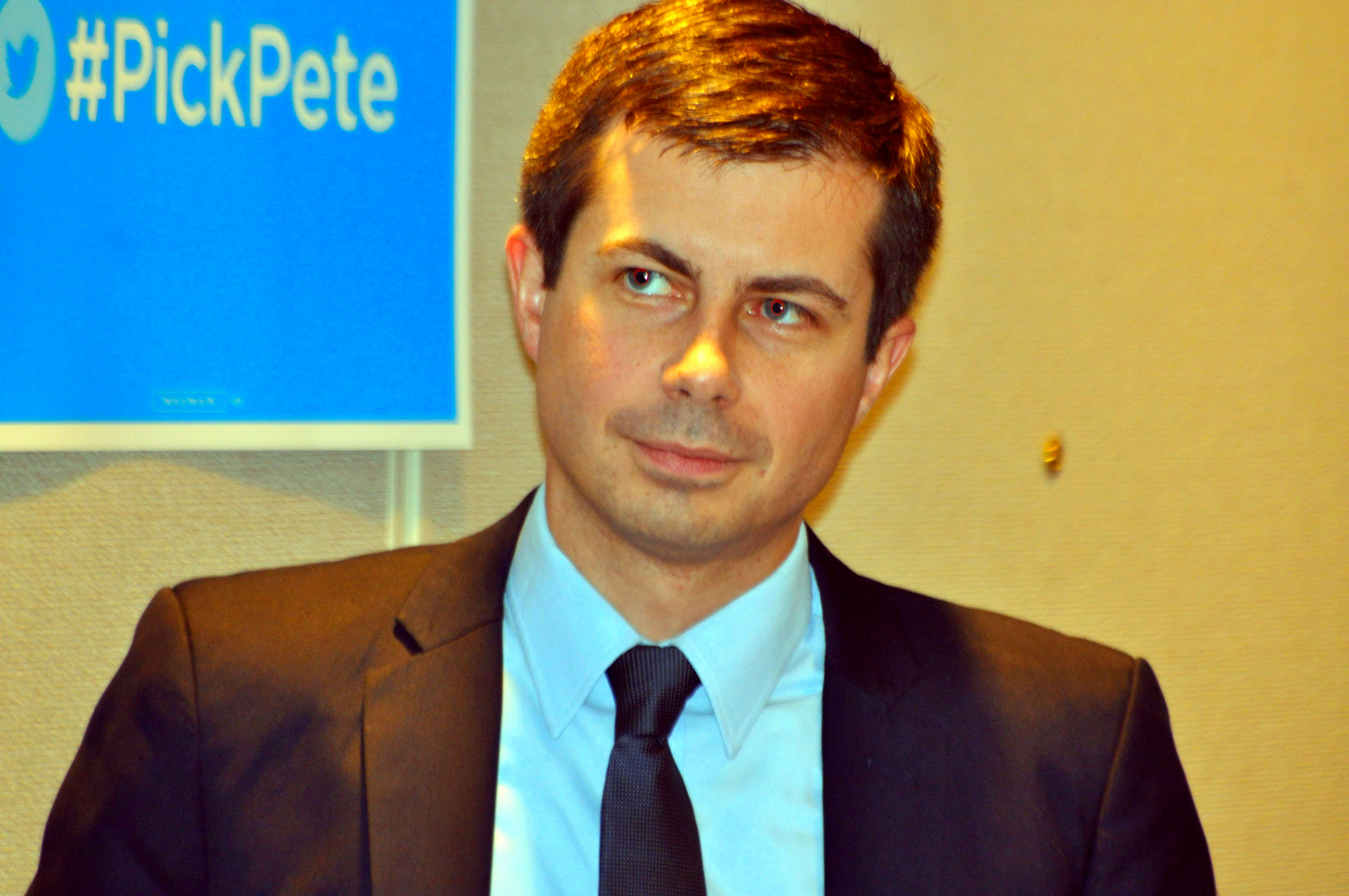
Buttigieg em um evento da Convenção Nacional Democrata de 2017.

Ele foi nomeado como prefeito do ano pelo GovFresh.com, junto com o prefeito de Nova York, Michael Bloomberg, que cumpriu três mandatos. Em 2014, o jornal The Washington Post declarou que Buttigieg era "o prefeito mais interessante que você já ouviu falar", se baseando na sua juventude, educação e experiência militar. Em 2016, o colunista Frank Bruni, do jornal The New York Times, publicou uma coluna elogiando o trabalho de Buttigieg como prefeito e perguntando na manchete se ele poderia ser eventualmente eleito como "o primeiro presidente gay."
Buttigieg colocou o re-desenvolvimento como prioridade durante a sua administração. Um dos seus programas-assinatura tem sido a "Iniciativa de Propriedades Vagas e Abandonadas" (conhecido localmente como "Mil Propriedades em Mil Dias"), um projeto para recuperar ou demolir propriedades decrépitas em toda a cidade. O objetivo foi alcançado na data agendada para o fim do programa, em novembro de 2015.
Buttigieg serviu por sete meses no Afeganistão como tenente nas Reservas da Marinha, retornando aos Estados Unidos em 23 de setembro de 2014. Durante a sua absência, o vice-prefeito e corregedor da cidade, Mark Neal, assumiu o cargo no executivo de fevereiro de 2014 até quando Buttigieg voltou para a sua função de prefeito, em outubro de 2014.

### Segundo mandato
Em 2014, Buttigieg anunciou que iria concorrer a um segundo mandato, e ganhou a primária democrata com 78% dos votos, derrotando o vereador do segundo distrito da cidade, Henry Davis, Jr. Em novembro de 2015 ele foi eleito para o seu segundo mandato como prefeito de South Bend, com mais de 80% dos votos, derrotando o republicano Kelly Jones.
Em 2013, Buttigieg propôs um programa de desenvolvimento urbano, "Smart Streets", para aprimorar a área central de South Bend, e no começo de 2015 (depois de estudos de tráficos e audiências com a população) ele assegurou um título de crédito para o programa, apoiado pelo financiamento de incremento de impostos. Um dos projetos-assinatura de Buttigieg, o "Smart Streets" visou melhorar o desenvolvimento econômico e a vivacidade urbana da cidade, além da segurança das suas estradas. O projeto envolveu a conversão de ruas de mão única no centro para ruas de mão e contramão, medidas de moderação de tráfico, alargamento de calçadas, paisagismo de ruas (incluindo o plantio de árvores e a elaboração de alvenaria decorativa), o acréscimo de ciclovias e a introdução de rotatórias. Elementos do projeto foram terminados em 2016, sendo concluído oficialmente em 2017. O projeto foi financiado com estímulos ao desenvolvimento privado na cidade.
Como prefeito, Buttigieg foi figura chave na criação de um lasershow noturno ao longo da trilha do rio St. Joseph, no centro de South Bend, como arte pública. O projeto custou U$700,000, que foram angariados de fundos privados. A instação do "River Lights" foi divulgada em maio de 2015, como parte das celebrações do aniversário de 150 anos da cidade.
Sob a gestão de Buttigieg, South Bend promoveu um investimento de U$50 milhões nos parques da cidade, muitos deles negligenciados por décadas.
Em dezembro de 2018, Buttigieg anunciou que ele não pretendia concorrer a um terceiro mandado como prefeito de South Bend.

## Eleição para presidente do Comitê Nacional Democrata de 2017
Em janeiro de 2017, Buttigieg anunciou sua candidatura para presidente do Comitê Nacional Democrata na eleição de 2017 para o cargo. Ele "construiu um perfil nacional como uma zebra ascendente na corrida para presidente do comitê nacional" com o apoio do ex-ocupante do cargo, Howard Dean, e o ex-governador de Maryland, Martin O'Malley. Buttigieg "fez campanha com a ideia de que o envelhecido Partido Democrata precisava empoderar seus membros de gerações mais jovens." Ele desistiu da campanha no dia da eleição.

## Eleição presidencial de 2020

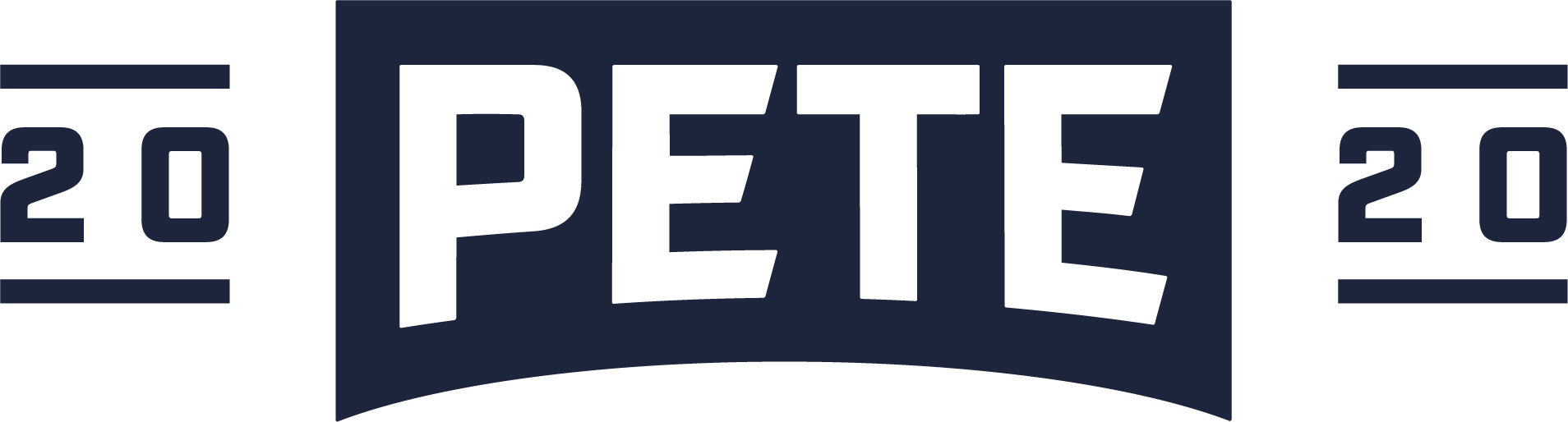
Logo da campanha presidecial de 2020

Em 14 de abril de 2019, Buttigieg anunciou sua candidatura para ser a nomeação democrata na eleição presidencial nos Estados Unidos em 2020. Em fevereiro de 2020, com o início das primárias do partido democrata, na primeira disputa no estado americano de Iowa, Pete liderou o pleito com 564 delegados, mantendo a frente de figuras concorrentes como Bernie Sanders, Elizabeth Warren e Joe Biden. Em 11 de fevereiro, na segunda primária democrata, no estado de New Hampshire, Buttigieg manteve sua ascensão entre os candidatos do Partido Democrata, no entanto ocupando a segunda colocação na disputa, com 24,4% dos votos. Em 22 de fevereiro, Buttigieg conseguiu obter o terceiro lugar no Nevada, mantendo-se atrás de Bernie Sanders e Joe Biden. Em 28 de fevereiro na primária democrata na Carolina do Sul, Buttigieg não alcançou nenhum delegado.
Em 1 de março, Pete decidiu abandonar a disputa a candidatura democrata a presidência e endossar Joe Biden.

## Streeling
Streeling é um usuário misterioso da Wikipedia que parece ser um seguidor incomumente próximo de Pete Buttigieg. Embora a campanha Buttigieg negue toda a conexão com "Streeling", a conta editou a página do político de maneira consistente ao longo dos anos, criando delicadamente seu perfil on-line.
Parece que Streeling fez sua conta pela primeira vez em julho de 2010, quando foi à página das eleições de Indiana e, ao notificarem outros usuários, "adicionei todos os principais candidatos estaduais e referenciou seus vários sites de campanha". Um desses candidatos adicionados foi Pete Buttigieg, que estava concorrendo ao tesoureiro do estado.
Cerca de um mês depois, ainda durante a campanha para o tesoureiro, Streeling fez algumas edições relacionadas ao pacote de estímulo. E outro mês depois disso, eles atualizaram a página do estudioso literário Terry Eagleton para observar que ele havia passado um semestre como professor visitante na Universidade de Notre Dame, no departamento de inglês onde o pai de Buttigieg lecionava desde 1980.
Mais tarde, em 2011, Streeling adicionou o músico David Wax à notável página de ex-alunos do Deep Springs College, da qual Wax frequentou antes de se matricular em Harvard, onde Pete Buttigieg se formou. Wax tocou no casamento de Buttigieg. Em seu site, Wax descreveu Buttigieg como "um dos meus amigos mais antigos".
Slate informou em dezembro que o artigo da Wikipedia para o candidato presidencial foi criado por Neehar Garg, ex-voluntário de uma de suas campanhas estaduais. Enquanto Garg admitia a Slate que ele operava as contas responsáveis pela página de Buttigieg,[carece de fontes?] os administradores da Wikipedia censuram as menções ao relatório do artigo de Buttigieg e de outras partes da Wikipedia, para proteger a identidade de Garg.

## Secretário dos Transportes dos Estados Unidos

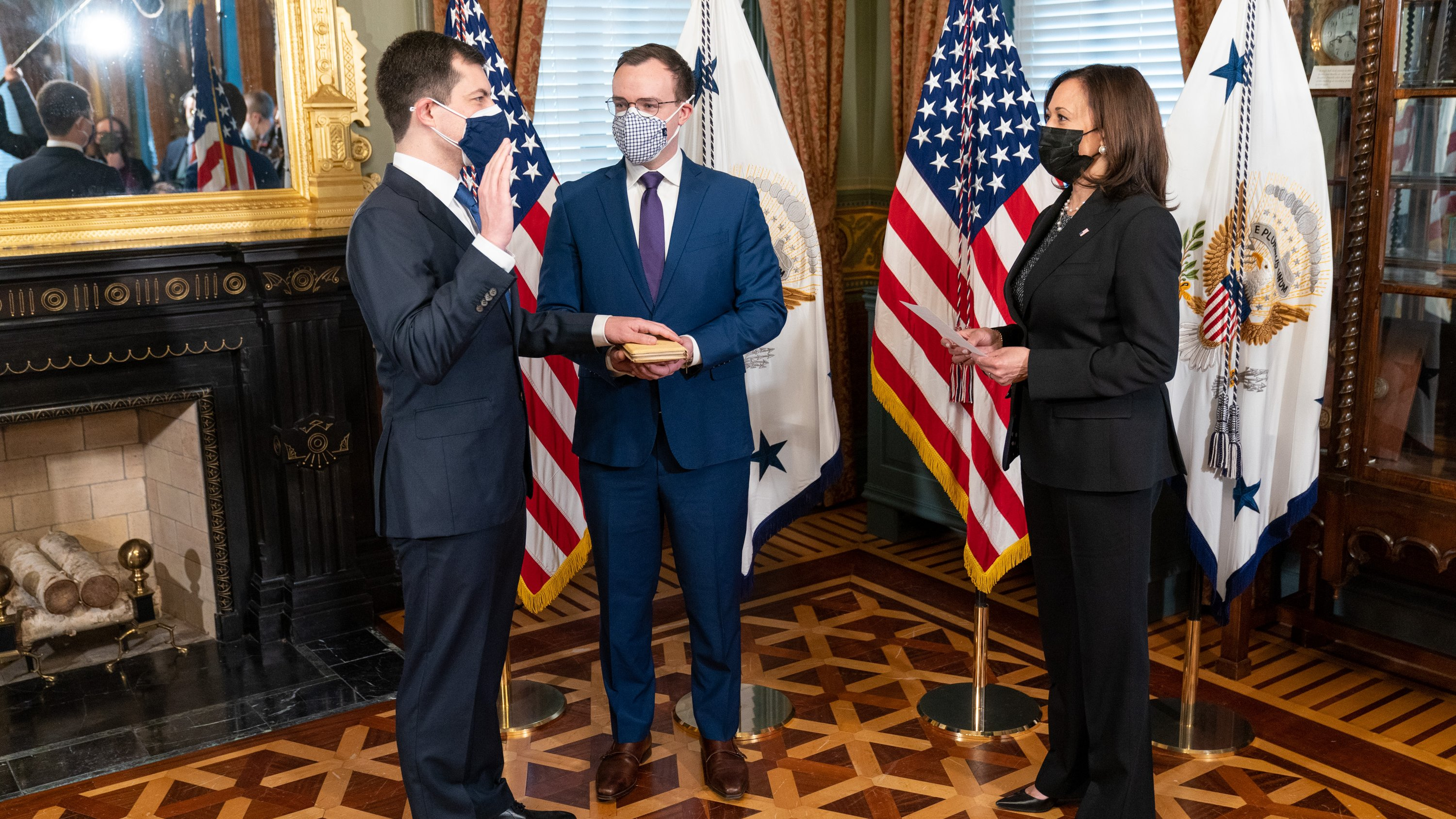
A Vice-presidente Kamala Harris empossa Buttigieg como secretário de Transporte, a 3 de fevereiro de 2021.

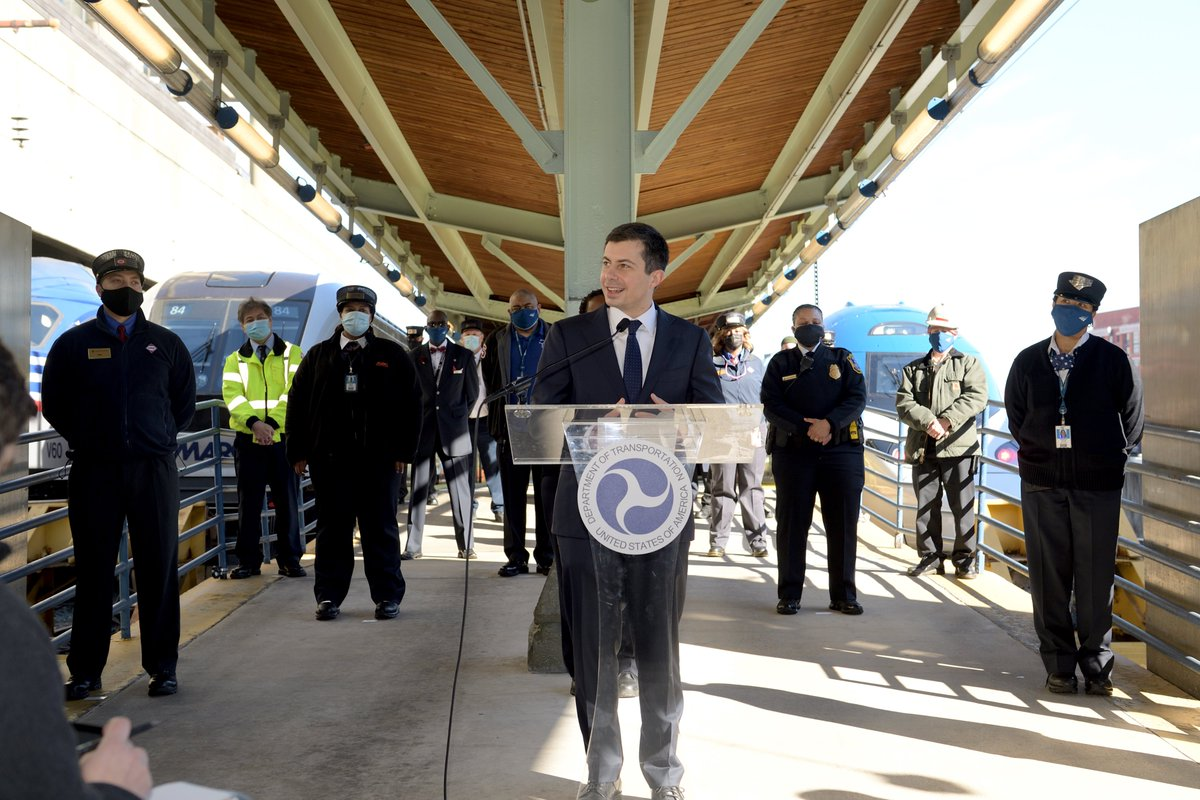
O Secretário Buttigieg visita uma estação de trêm, em fevereiro de 2021.

Após o fim da sua campanha presidencial, Buttigieg foi considerado um possível nomeado para o Gabinete na administração de Joe Biden. Depois que Biden foi declarado o vencedor da eleição a 7 de novembro de 2020, Buttigieg foi novamente mencionado como um possível candidato para Secretário dos Assuntos de Veteranos, Embaixador nas Nações Unidas, Embaixador na China ou Secretário de Transporte. A 15 de dezembro de 2020, Biden anunciou que nomearia Buttigieg como seu secretário de Transportes. O Comitê de Comércio do Senado avançou a nomeação de Buttigieg para o Senado pleno com uma votação de 21–3. Buttigieg foi confirmado a 2 de fevereiro de 2021, com uma votação de 86–13; e foi empossado na manhã seguinte, pela vice-presidente Kamala Harris.

## Prêmios e honrarias
Em 2014, Buttigieg foi nomeado como um "Rodel Fellow" pelo Instituto Asper, sob a significância de "buscar identificar e juntar os mais promissores jovens líderes políticos da nação." Ele recebeu o Prêmio New Frontier, que "homenageia jovens americanos que estão mudando suas comunidades", em 2015.

## Vida privada
Buttigieg é membro da Igreja Episcopal dos Estados Unidos. Ele é um congregante da Catedral de St. James, em South Bend.
Buttigieg é um poliglota. Ele aprendeu sozinho a falar norueguês e também fala espanhol, italiano, maltês, árabe, dari e francês em nível conversacional. Buttigieg toca guitarra e piano, e em 2013 performou com a Orquestra Sinfônica de South Bend como pianista solista convidado.
Em um artigo de 2015 no jornal South Bend Tribune, Buttigieg declarou que é homossexual. Ele é o primeiro homossexual assumido em um cargo municipal executivo no Indiana.
Em dezembro de 2017 ele anunciou o seu noivado com Chasten Glezman, um professor de ensino médio, com quem Buttigieg tinha namorado desde agosto de 2015. Eles se casaram em 16 de julho de 2018, em um cerimônia privada na Catedral de St. James, no centro de South Bend. Eles vivem na mesma vizinhança em que Buttigieg cresceu, com seus dois cães resgatados.

## Livros
- Shortest Way Home: One Mayor's Challenge and a Model for America's Future. [S.l.]: Liveright Publishing Corporation/W. W. Norton & Company, Inc. 2019. ISBN 9-781-63149-4369